# Guo Yue
Guo Yue (Anshan, 17 de maio de 1988) é uma mesa-tenista chinesa, campeã mundial (simples e duplas mistas com Wang Liqin) em 2007, Zagrebe, e ganhou a medalha de bronze na modalidade individual feminino nos Jogos Olímpicos de Pequim.